# اکوالا هرمان
اکوالا هرمان (انگلیسی: Yves Ekwalla Herman؛ زادهٔ
۹ مهٔ ۱۹۹۰) بازیکن فوتبال اهل کامرون است که در چند پست بازی می‌کند.او اوایل فوتبال خود را به عنوان مدافع مرکزی اغاز کرد سپس به خاطر هوش گلزنی خوب در سال ۲۰۱۴ در پست مهاجم به کار گرفته شد و تقریباً موفق بود.
از باشگاه‌هایی که وی در آنها سابقه بازی دارد می‌توان به بوریرام تایلند و چونگ‌کینگ دنگ‌دای لیفان اشاره کرد.